# Mom and Pop Art
«Mom and Pop Art» (рус. Мама и Поп-Арт) — девятнадцатый эпизод десятого сезона мультсериала «Симпсоны». Впервые вышел в эфир 11 апреля 1999 года.

## Сюжет
Мардж заставляет Гомера убраться по дому. Для того, чтобы разобраться с накопившимися обязанностями, Гомер с Бартом идут в хозяйственный магазин. Там Гомеру приглянулся набор для барбекю «Сделай сам». Но построить барбекю у Гомера не получается — детали вместе с инструкцией падают в цемент, а без неё Гомер не может соорудить гриль из кучи деталей. Безуспешно попытавшись вернуть «сооружение» назад в магазин, Гомер привязывает его к бамперу своей машины и вскоре «сооружение» отрывается от бампера и врезается в чужую машину. Гомер тут же быстро уезжает с места происшествия.
На следующий день к Гомеру приходит хозяйка пострадавшей машины — неформальный художник Астрид Уэллер. Она предлагает показать сооружение Гомера на выставке неформального искусства. Там его покупает мистер Бернс. Гомер становится признанным художником, что очень обижает Мардж — ведь она довольно долго занималась традиционным искусством и не была признана. Тем временем Астрид договаривается о проведении персональной выставки работ Гомера. Гомер приносит кучу разного хлама в надежде снова удивить публику. Но во второй раз кучи хлама не удивляют никого, и Гомер перестаёт быть популярным.
Гомер впадает в депрессию. Мардж пытается развеять мужа и ведёт его в музей. Там она показывает Гомеру гигантский карандаш, венецианские пейзажи и картину с изображением банки горохового супа. Но традиционное искусство не вдохновляет Гомера. Тогда Лиза предлагает отцу совершить нечто радикальное и смелое. Гомер придумывает грандиозный проект: вместе с Бартом он крадёт все половики в городе и затыкает ими ливневую канализацию, затем надевает маски для ныряния на всех животных в зоопарке, а после открывает воду во всех гидрантах города, создав в Спрингфилде маленькую Венецию. И хотя Мардж опасается, что такое искусство может не понравиться гражданам, все оказываются довольны творением Гомера: от неформальных художников до простых обывателей.